# Gustav Philipp
Gustav Adolf Eduard Philipp (* 14. März 1841 in Frauenstein; † 11. Februar 1897 in Radeberg) war ein deutscher liberaler Politiker (Deutsche Fortschrittspartei). Er war langjähriges Mitglied im Sächsischen Landtag und Direktor der Radeberger Exportbierbrauerei.

## Leben und Beruf
Der Sohn des Frauensteiner Bürgermeisters Gotthelf Immanuel Philipp (1799–1842), der zugleich Rechtsanwalt und Patrimonialrichter in Pfaffroda war, erhielt seine erste Schulbildung durch Privatbildung. Anschließend besuchte er das Gymnasium in Freiberg bis zur Tertia und wechselte dann an eine Handelsschule. Er schloss eine dreijährige kaufmännische Lehre im Warenhaus des Kaufmanns Modes in Freiberg. Um 1860 war er im Bankhaus Kuntze & Co. in Dresden angestellt, wo er die Prokura hatte. Zusätzlich war er als Prüfer von Kassengeschäften bei diversen Wirtschaftsunternehmen und Sparkassen tätig. Von 1867 bis 1870 war er Oberkontrolleur im Landwirtschaftlichen Kreditverein im Königreich Sachsen, zu dessen Mitbegründern er gehörte. Seit 1872 war er ordentliches Mitglied im Verwaltungsrat des Vereins.
Seit 1869 war Philipp mit Anna Zenker (* 1848), Tochter des Ritterguts- und Erbgerichtsbesitzers Johann Gotthelf Zenker (1819–1871) in Kleinwolmsdorf verheiratet. Von 1871 bis 1884 war er Erbverwalter seiner Frau und Besitzer des Lehngerichts in Kleinwolmsdorf. Mit dem Vermögen seiner Ehefrau gehörte Philipp 1872 zu den Mitbegründern der Aktienbrauerei zum Bergkeller, aus der sich die Radeberger Exportbierbrauerei entwickelte. Von 1874 bis zu seinem Tod war er Brauereidirektor. 1884 verkaufte er das Lehngericht zu Kleinwolmsdorf und zog nach Dresden. Nachdem sein Vermögen durch zahlreiche Zuschüsse in die Brauerei aufgezehrt war, stand er 1889 kurz vor dem wirtschaftlichen Zusammenbruch. Seit 1890 war er hauptberuflicher Leiter der Radeberger Exportbierbrauerei in Dresden und siedelte 1894 nach Radeberg über.
Von 1871 bis zu seinem Tod vertrat er den 9. ländlichen Wahlkreis in der II. Kammer des Sächsischen Landtags.
Sein Sohn Albrecht Philipp (1883–1962) war ebenfalls sächsischer Landtagsabgeordneter und von 1919 bis 1930 Mitglied des Reichstags. Ein weiterer Sohn Kurt Philipp (1878–nach 1954) war als promovierter Rechtsanwalt und Berater des Landwirtschaftlichen Kreditvereins tätig.